# Raul da Cunha Machado
Raul da Cunha Machado (, Maranhão – , ) foi um político brasileiro.
Foi governador do Maranhão, de 9 a 21 de outubro de 1918 e de 25 de fevereiro de 1922 a 20 de janeiro de 1923.